# فرودگاه لیک کامبرلند ریجنل
فرودگاه لیک کامبرلند ریجنل  (به انگلیسی: Lake Cumberland Regional Airport) یک فرودگاه همگانی بهره‌برداری هوایی با کد یاتا SME است که یک باند فرود آسفالت دارد و طول باند آن ۱۷۶۸ متر است. این فرودگاه در شهر سامرست، کنتاکی کشور ایالات متحده آمریکا قرار دارد و در ارتفاع ۲۸۳ متری از سطح دریا واقع شده است.